# Sierra de Lóquiz
La sierra de Lóquiz o sierra de Santiago de Lóquiz (Lokiz en euskera) es una estructura geoestructural al oeste de Navarra, en la merindad de Estella. Discurre de norte a sur, desde la Améscoa Alta hasta el valle del Ega (Valdega); y de este a oeste, desde los valles de Allín y Metauten, hasta el corredor alavés de San Vicente de Arana y la depresión de Santa Cruz de Campezo. En su territorio se sitúan 39 montes de utilidad pública y trece facerías.

## Geografía
La sierra de Lóquiz es un fuerte relieve estructural sobre el anticlinal de Lana (Gastiáin), orientado de este a oeste, que muestra al norte pliegues de amplio radio, que separa a la sierra de la Améscoa Alta, y al sur con pliegues de corto radio que la separan del valle del Ega. En la cima de la sierra presenta la forma de una "C" invertida abierta hacia el oeste, de modo que el valle de Lana se continúa en la depresión de Santa Cruz de Campezo.
Geológicamente corresponde al cretácico superior, siendo dominantes las calizas, que dan lugar a formas kársticas (dolinas, uvalas y cuevas); entre estas últimas destaca la cueva de Basaburúa, declarada Reserva Natural de Basaura (RN-15)
El clima es mediterráneo, con una precipitación media de 1000 mm/año, variando entre 1200 en el norte y 800 en el sur. La temperatura media de 10 °C.

## Facerías

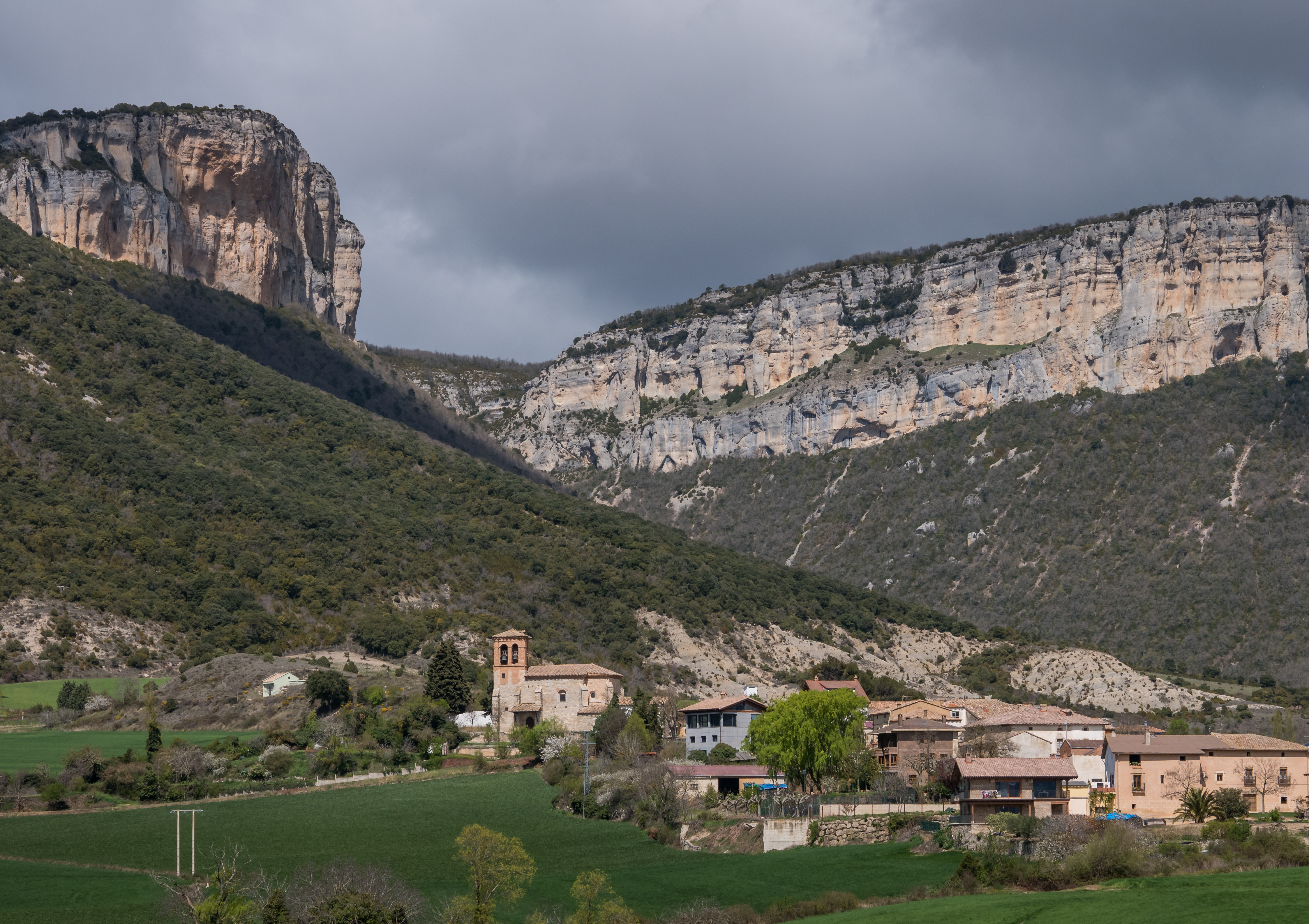
Ollobarren, en el municipio de Metauten. Detrás, la Sierra de Lóquiz. Navarra, España

En la sierra de Lóquiz se incluyen hasta trece facerías
- La de mayor tamaño y relevancia es la llamada Santiago de Lóquiz (facería n.º 25)[b] hasta el siglo XIX Comunidad de Santiago, de la que son congozantes por 25 pueblos limítrofes (algunos son concejos, otros ayuntamientos):

Larraona, Aranarache y Eulate (Améscoa Alta), Ecala, San Martín de Améscoa, Zudaire, Baríndano, Baquedano, Gollano y Artaza (Améscoa Baja); Galdeano, Muneta y Aramendía (valle de Allín); Ganuza, Ollobarren, Ollogoyen y Metauten (distrito de Metauten); Murieta; Mendilibarri y Ancín (Ancín); Viloria, Ulibarri, Narcué, Gastiáin y Galbarra (valle de Lana).
- Dentro de esa facería se encuentra la llamada Sarza la Baja, establecida por los 25 congonzantes con Legaria, Oco y Etayo,[6] que tienen derecho a los aprovechamientos pero no participan en la Junta de la Comunidad Santiago de Lóquiz.[7]
- También vinculada a la facería de Santiago de Lóquiz se encuentran la «Limitaciones de Lóquiz», una facería temporal y privativa en la que, aunque distribuye su territorio entre distintos concejos y ayuntamientos, sus pastos son disfrutados por los 25 congozantes entre San Miguel (29 de septiembre) y San Nicolás (6 de diciembre).[8]
- La Comunidad de Santiago de Lóquiz participa también con el concejo de Contrasta (Valle de Arana, Álava) de la facería n.º 26,[b] contigua a la general de Lóquiz.

## Montes de Utilidad Pública
De los 39 Montes de Utilidad Pública en los que se distribuye la masa forestal de la Sierra de Lóquiz, el de mayor dimensión, con 3.415 ha, de encino, es el registrado con el n.º 246, que corresponde con la facería de Santiago de Lóquiz, le sigue en superficie el n.º 234, Común del Valle de Améscoa Baja, con 2.318 ha.en el que se encuentra roble, encino y haya;y La Propiedad, con 1.490 ha de encino, roble y haya, comunal de Viloria; los demás montes tienen ya una superficie más reducida, por debajo de las 500 ha.

## Espacio natural protegido

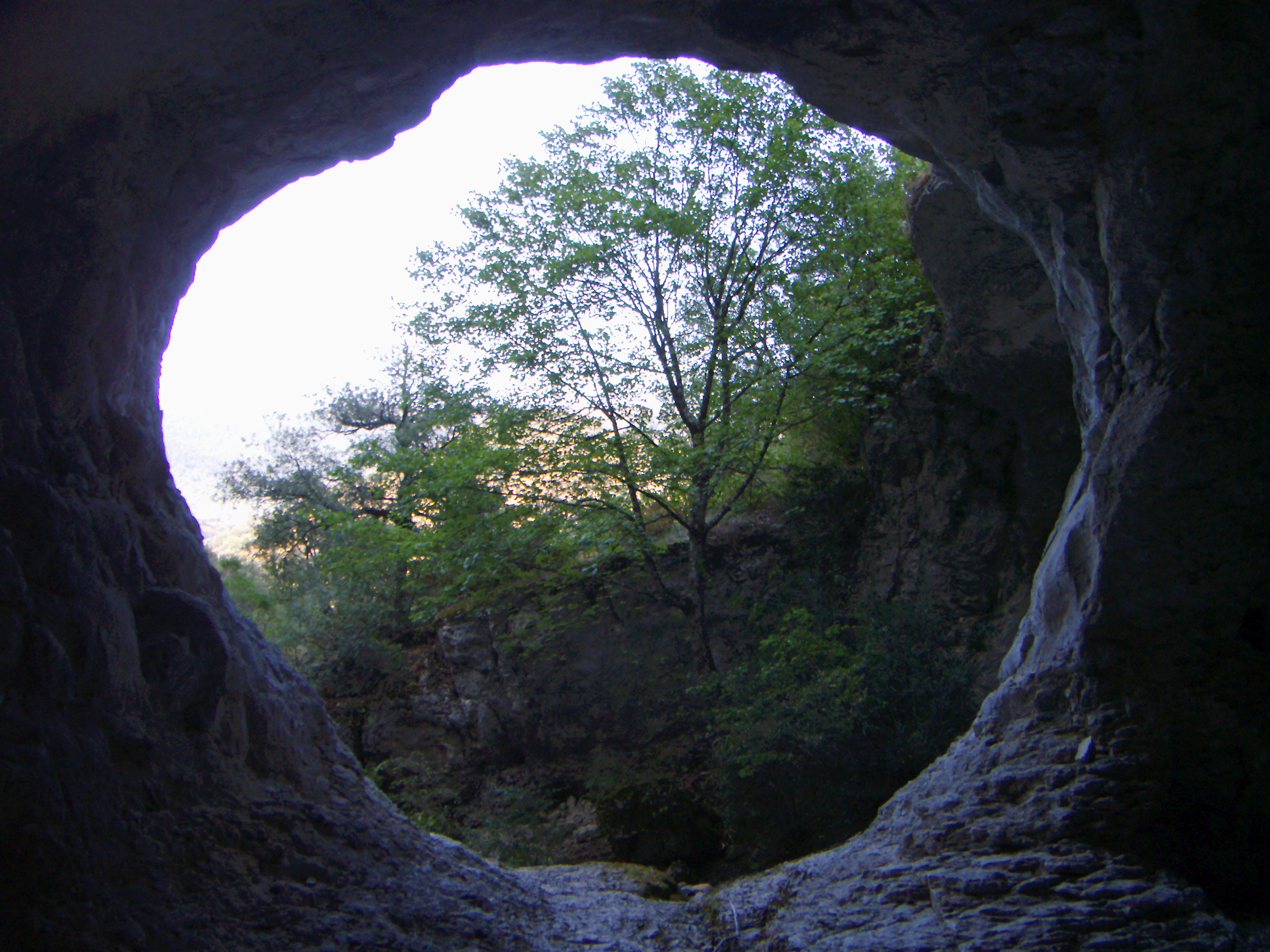
Apertura de la cueva de Basaura hacia la Améscoa Baja

La Sierra de Lóquiz forma parte de la Red Natura 2000, habiendo sido declarada Zona de Especial Protección en abril de 2017. Tiene una superficie de 13.143 ha, e incluye además de once facerías  (entre ellas las de la Sierra de Lóquiz, y de Sarza la Baja), partes del término municipal de Larraona, Aranarache, Eulate, Améscoa Baja, Valle de Lana, Valle de Allín, Distrito Municipal de Mentauten y Ancín.
Una gran superficie (unas cuatro mil hectáreas) son ocupadas por carrascales; los robledales cubren unas dos mil hectáreas, y una superficie similar los hayedos. Lo pastizales ocupan unas seiscientas hectáreas. En la sierra se sitúa la Reserva Natural de Basaura (RN-15)  y el Monumento Natural Encina de Basaura (MN-26), situado en Améscoa Baja, en el paraje de Arranzina, ejemplar de la especie Ilex L., de gran porte (13,10 m de altura y cerca de 1,5 m de diámetro, el tronco se bifurca a los cuatro metros de altura, dejando un hueco interior
Su valor paisajístico queda reforzado por los farallones de que dispone la sierra en hacia el sur (sobre el Valle de Lana y el Valle Ega) y al oeste (sobre el Valle de Allín).

## Lugares de interés

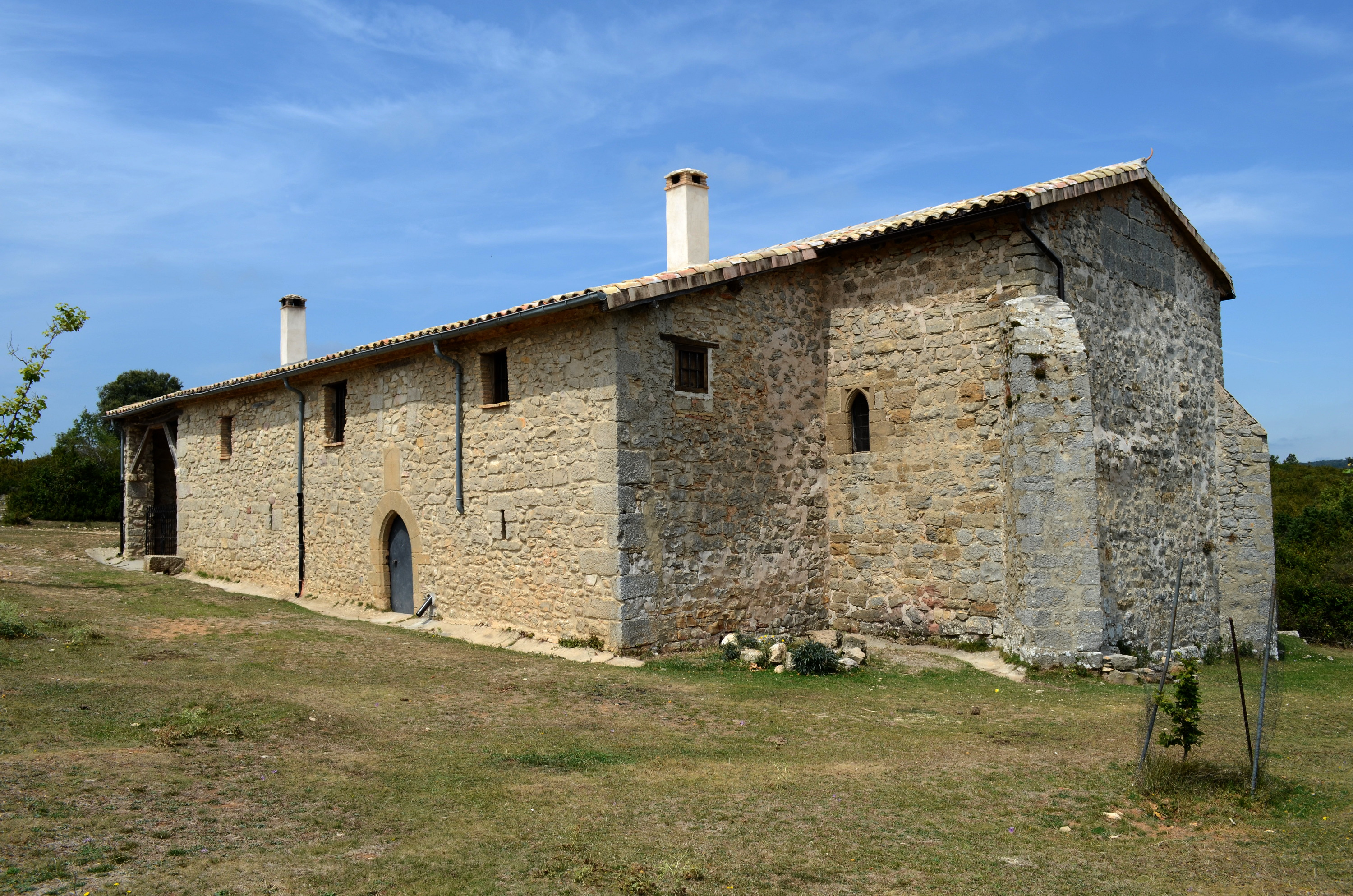
Ermita de Santiago, en lo alto de la Sierra de Lóquiz, junto a Ganuza (Navarra, España).

Alberga la ermita de Santiago de Lóquiz, atestiguada desde 1.357, llamada ermita de San Cucufate hasta 1630. La imagen actual se colocó el día de Santiago, el 25 de julio de 1946.
También tiene una ermita de San Cosme y San Damián.

## Cumbres
- Montesanto o Okomendia o Otzamendi, 1.258 m 42°44′27″N 2°16′13″O / 42.740919, -2.2704106 (Navarra)
- Arnaba, 1.248 m 42°44′31″N 2°16′34″O / 42.7419728, -2.2761039 (Navarra)
- Artatxueta, 1.194 m 42°44′21″N 2°15′14″O / 42.739282, -2.2539368 (Navarra)
- Ilunpia, 1.132 m 42°45′04″N 2°16′53″O / 42.7509762, -2.2814978 (Álava)
- Lisa, 1.126 m 42°43′50″N 2°07′05″O / 42.7305447, -2.1180848 (Navarra)
- Txintxularri, 1.124 m 42°44′10″N 2°20′15″O / 42.7360589, -2.3375481 (Álava)
- Perriain edo Cruz de Alda, 1.122 m 42°44′14″N 2°19′41″O / 42.7371113, -2.328069 (Álava)
- Lóquiz o San Cosme, 1.121 m 42°44′23″N 2°06′37″O / 42.7397326, -2.1102333 (Navarra)
- Larraineta, 1.118 m 42°44′17″N 2°13′37″O / 42.7380133, -2.2269406 (Navarra)
- Sartzaleta, 1.110 m 42°43′14″N 2°07′21″O / 42.7206013, -2.1225858 (Navarra)
- Irasabela, 1.095 m 42°43′43″N 2°14′10″O / 42.7286014, -2.2361576 (Navarra)
- Zikilamendi, 1.092 m 42°43′49″N 2°12′43″O / 42.7303105, -2.2119504 (Navarra)
- Askitxa, 1.091 m 42°44′55″N 2°15′58″O / 42.7486272, -2.2661047 (Álava)
- Ibirin, 1.082 m 42°43′47″N 2°06′44″O / 42.7296077, -2.1121981 (Navarra)
- Zepoteta, 1.082 m 42°44′26″N 2°14′01″O / 42.7406248, -2.2336277 (Navarra)
- Somorredondo, 1.077 m 42°43′46″N 2°20′42″O / 42.7294743, -2.3451061 (Álava)
- Olastitzu, 1.067 m 42°45′00″N 2°15′28″O / 42.7501312, -2.2577412 (Navarra)
- Izazpikueta, 1.059 m 42°45′09″N 2°17′18″O / 42.7524694, -2.2884458 (Álava)
- Sartzaleta Inferior, 1.055 m 42°42′44″N 2°07′35″O / 42.7122916, -2.1264274 (Navarra)
- Mendibela, 1.051 m 42°43′24″N 2°11′27″O / 42.7234456, -2.1908827 (Navarra)
- Arastegi, 1.042 m 42°43′05″N 2°10′39″O / 42.7180912, -2.1775181 (Navarra)
- Barluze, 1.026 m 42°44′37″N 2°13′30″O / 42.7437456, -2.225 (Navarra)
- Mendilepo, 1.025 m 42°45′15″N 2°16′14″O / 42.7541044, -2.2706348 (Álava)
- Astenbelarra, 1.001 m 42°43′01″N 2°12′35″O / 42.7170654, -2.2096144 (Navarra)
- Sagastoia, 993 m 42°44′37″N 2°13′11″O / 42.7436549, -2.2196008 (Navarra)
- Armontu, 964 m 42°45′39″N 2°16′35″O / 42.7609302, -2.2762621 (Álava)
- Sardegi, 958 m 42°42′12″N 2°08′43″O / 42.7032833, -2.1451496 (Navarra)
- Tostarana, 951 m 42°45′39″N 2°17′01″O / 42.7608683, -2.2835956 (Álava)
- El Castillo, 939 m 42°45′40″N 2°15′51″O / 42.761106, -2.2642831 (Navarra)
- Roblegindo, 925 m 42°43′12″N 2°21′07″O / 42.7200762, -2.352081 (Álava)
- Aizkorribe, 924 m 42°44′41″N 2°12′42″O / 42.7447713, -2.2116695 (Navarra)
- Mendiarre, 922 m 42°45′38″N 2°16′18″O / 42.7605597, -2.2717934 (Álava)
- Egurtza, 922 m 42°45′26″N 2°16′01″O / 42.75725, -2.2668217 (Navarra)
- Bengalzarra, 905 m 42°45′54″N 2°17′22″O / 42.7650015, -2.2893413 (Álava)
- Urdaida, 888 m 42°45′53″N 2°15′13″O / 42.7646927, -2.2535341 (Navarra)
- Arikomendi, 878 m 42°44′26″N 2°11′40″O / 42.7405987, -2.1943982 (Navarra)
- Martingatxa, 874 m 42°43′39″N 2°21′27″O / 42.7274284, -2.3575378 (Álava)
- Gatutarri, 871 m 42°44′13″N 2°11′39″O / 42.7368336, -2.1942759 (Navarra)
- San Cristóbal, 847 m 42°43′05″N 2°17′34″O / 42.7179686, -2.2926628 (Navarra)
- San Cristóbal NW, 842 m 42°43′11″N 2°17′40″O / 42.7197531, -2.2943401 (Navarra)
- Alto de Amaso, 832 m 42°45′52″N 2°14′41″O / 42.7644195, -2.2448353 (Navarra)
- Mendizorrotz, 824 m 42°44′43″N 2°12′11″O / 42.7453876, -2.2031211 (Navarra)
- San Víctor, 822 m 42°41′17″N 2°09′18″O / 42.6880835, -2.1550504 (Navarra)
- Belaztegi, 797 m 42°45′49″N 2°13′53″O / 42.7635115, -2.2315246 (Navarra)
- Isusura, 785 m 42°45′54″N 2°13′25″O / 42.7650617, -2.2237077 (Navarra)
- Surgurin Grande, 785 m 42°44′48″N 2°11′02″O / 42.7465677, -2.1839963 (Navarra)
- Aitzuripe, 781 m 42°45′34″N 2°13′14″O / 42.7593484, -2.2204794 (Navarra)
- Etxazarra, 767 m 42°45′34″N 2°12′57″O / 42.7595336, -2.2159552 (Navarra)
- Barluze Uiarra, 764 m 42°45′42″N 2°13′44″O / 42.7616113, -2.2288471 (Navarra)
- Peñas de la Miel, 749 m 42°40′50″N 2°10′51″O / 42.6804892, -2.1807239 (Navarra)
- Kostainlupe, 736 m 42°44′54″N 2°11′32″O / 42.7484354, -2.1921217 (Navarra)
- Surgurin Txikito, 681 m 42°44′56″N 2°10′51″O / 42.7489853, -2.1807998 (Navarra)

## Cuevas

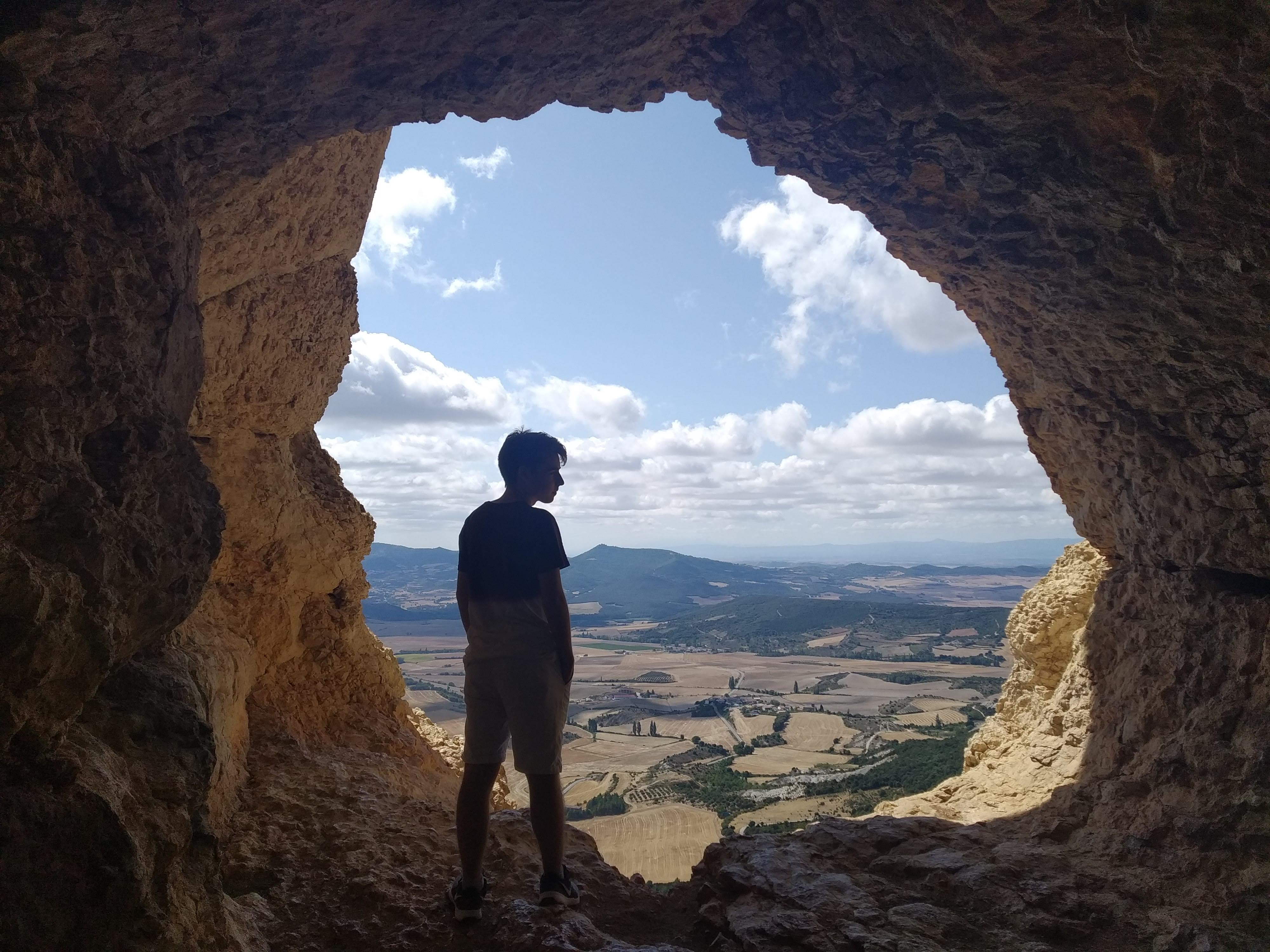
Ojo de San Prudencio

- Cueva de Basaura., declarada Reserva Natural (RN-15), tiene varios kilómetros de recorrido, con una entrada de seis metros de altura, se dispone en varias plantas, alguna de ellas habitualmente inundada; es un hábitat apropiado por los murciélagos, que la habitan en buen número..
- Ojo de San Prudencio , situada a unos 3 km de Ganuza, dispone de dos entradas distintas conectadas por un espacio en algunos puntos de poca altura; una de las entradas se encuentra en una pared prácticamente vertical, desde ella se obtiene una impresionante vista de la llanada de Tierra Estella. En la cueva anidan entre marzo y septiembre el alimoche.[13]